# China op de Olympische Jeugdzomerspelen 2010
China nam deel aan de Olympische Jeugdzomerspelen 2010 in Singapore, de eerste editie van de Olympische Jeugdspelen.

## Medailleoverzicht
| Sport                                                                    | Olympiër                                 | Discipline                   | Medaille |
| ------------------------------------------------------------------------ | ---------------------------------------- | ---------------------------- | -------- |
| Atletiek                                                                 | Xie Zhenye                               | 200 m (m)                    | Goud     |
| Atletiek                                                                 | Liu Binbin                               | hamerslingeren (m)           | Goud     |
| Basketbal                                                                | Jin Jiabao Ma Xueya Shen Yi Yang Xi      | meisjes                      | Goud     |
| Gewichtheffen                                                            | Tian Yuan                                | tot 48 kg (v)                | Goud     |
| Gewichtheffen                                                            | Deng Wei                                 | tot 58 kg (v)                | Goud     |
| Gymnastiek                                                               | Dong Yu                                  | trampoline (v)               | Goud     |
| Gymnastiek                                                               | Tan Sixin                                | balk (v)                     | Goud     |
| Gymnastiek                                                               | Tan Sixin                                | vloer (v)                    | Goud     |
| Kanovaren                                                                | Wang Xiaodong                            | C1 slalom (m)                | Goud     |
| Schermen                                                                 | Lin Sheng                                | degen (v)                    | Goud     |
| Schietsport                                                              | Gao Ting Jie                             | 10 m luchtgeweer (m)         | Goud     |
| Schoonspringen                                                           | Qiu Bo                                   | 3 m plank (m)                | Goud     |
| Schoonspringen                                                           | Qiu Bo                                   | 10 m toren (m)               | Goud     |
| Schoonspringen                                                           | Liu Jiao                                 | 3 m plank (v)                | Goud     |
| Schoonspringen                                                           | Liu Jiao                                 | 10 m toren (v)               | Goud     |
| Taekwondo                                                                | Liu Chang                                | boven 73 kg (m)              | Goud     |
| Taekwondo                                                                | Zheng Shuyin                             | boven 63 kg (v)              | Goud     |
| Tafeltennis                                                              | Gu Yuting                                | enkelspel (v)                | Goud     |
| Tennis                                                                   | Tang Hao Chen Zheng Saisai               | dubbelspel (v)               | Goud     |
| Zwemmen                                                                  | Dai Jun                                  | 400 m vrij (m)               | Goud     |
| Zwemmen                                                                  | He Jianbin                               | 100 m rug (m)                | Goud     |
| Zwemmen                                                                  | Tang Yi                                  | 50 m vrij (v)                | Goud     |
| Zwemmen                                                                  | Tang Yi                                  | 100 m vrij (v)               | Goud     |
| Zwemmen                                                                  | Tang Yi                                  | 200 m vrij (v)               | Goud     |
| Zwemmen                                                                  | Bai Anqi                                 | 200 m rug (v)                | Goud     |
| Zwemmen                                                                  | Liu Lan                                  | 50 m vlinder (v)             | Goud     |
| Zwemmen                                                                  | Liu Lan                                  | 100 m vlinder (v)            | Goud     |
| Zwemmen                                                                  | Bai Anqi Liu Lan Tang Yi Wang Chang      | 4× 100 m vrij (v)            | Goud     |
| Zwemmen                                                                  | He Jianbin Liu Lan Sun Bowei Tang Yi     | 4× 100 m vrij gemengd team   | Goud     |
| Zwemmen                                                                  | He Jianbin Liu Lan Tang Yi Wang Ximing   | 4× 100 m wissel gemengd team | Goud     |
| Atletiek                                                                 | Wang Dongqiang                           | 110 m horden (m)             | Zilver   |
| Atletiek                                                                 | Fu Haitao                                | hink-stap-springen (m)       | Zilver   |
| Atletiek                                                                 | Giu Siyu                                 | kogelstoten (v)              | Zilver   |
| Atletiek                                                                 | Mao Yanxue                               | 5 km snelwandelen (v)        | Zilver   |
| Badminton                                                                | Deng Xuan                                | meisjes                      | Zilver   |
| Gewichtheffen                                                            | Xie Jiawu                                | tot 56 kg (m)                | Zilver   |
| Gewichtheffen                                                            | Gong Xingbin                             | tot 69 kg (m)                | Zilver   |
| Gymnastiek                                                               | He Yuxiang                               | trampoline (m)               | Zilver   |
| Gymnastiek                                                               | Tan Sixin                                | brug ongelijk (v)            | Zilver   |
| Gymnastiek                                                               | Tan Sixin                                | meerkamp (v)                 | Zilver   |
| Kanovaren                                                                | Huang Jieyi                              | K1 sprint (v)                | Zilver   |
| Schietsport                                                              | Fang Xue                                 | 10 m luchtpistool (v)        | Zilver   |
| Tennis                                                                   | Zheng Saisai                             | enkelspel (v)                | Zilver   |
| Worstelen                                                                | Yuan Yuan                                | vrije stijl, tot 52 kg (v)   | Zilver   |
| Zwemmen                                                                  | Bai Anqi                                 | 100 m rug (v)                | Zilver   |
| Zwemmen                                                                  | Dai Jun He Jainbin Sun Bowei Wang Ximing | 4× 100 m vrij (m)            | Zilver   |
| Atletiek                                                                 | Xia Youlian                              | hamerslingeren (v)           | Brons    |
| Gymnastiek                                                               | Zhu Xiaodong                             | rekstok (m)                  | Brons    |
| Gymnastiek                                                               | Zhu Xiaodong                             | vloer (m)                    | Brons    |
| Gymnastiek                                                               | Zhu Xiaodong                             | meerkamp (m)                 | Brons    |
| Zwemmen                                                                  | Liu Lan                                  | 200 m vlinder (v)            | Brons    |
| Als lid van een gemengd landenteam (telt niet mee voor landenklassement) |                                          |                              |          |
| Moderne vijfkamp                                                         | Zhu Wenjing                              | gemengd team                 | Zilver   |
| Paardensport                                                             | Xu Zhengyang                             | gemengd team                 | Zilver   |
| Tafeltennis                                                              | Gy Yuting                                | gemengd dubbelspel           | Brons    |

Afghanistan · Albanië · Algerije · Amerikaanse Maagdeneilanden · Amerikaans-Samoa · Andorra · Angola · Antigua en Barbuda · Argentinië · Armenië · Aruba · Australië · Azerbeidzjan · Bahama's · Bahrein · Bangladesh · Barbados · België · Belize · Benin · Bermuda · Bhutan · Bolivia · Bosnië en Herzegovina · Botswana · Brazilië · Britse Maagdeneilanden · Brunei · Bulgarije · Burkina Faso · Burundi · Cambodja · Canada · Centraal-Afrikaanse Republiek · Chili · China · Chinees Taipei · Colombia · Comoren · Congo-Brazzaville · Congo-Kinshasa · Cookeilanden · Costa Rica · Cuba · Cyprus · Denemarken · Djibouti · Dominica · Dominicaanse Republiek · Duitsland · Ecuador · Egypte · El Salvador · Equatoriaal-Guinea · Eritrea · Estland · Ethiopië · Fiji · Filipijnen · Finland · Frankrijk · Gabon · Gambia · Georgië · Ghana · Grenada · Griekenland · Groot-Brittannië · Guam · Guatemala · Guinee · Guinee‑Bissau · Guyana · Haïti · Honduras · Hongarije · Hongkong · Ierland · IJsland · India · Indonesië · Irak · Iran · Israël · Italië · Ivoorkust · Jamaica · Japan · Jemen · Jordanië · Kaaimaneilanden · Kaapverdië · Kameroen · Kazachstan · Kenia · Kirgizië · Kiribati · Koeweit · Kroatië · Laos · Lesotho · Letland · Libanon · Liberia · Libië · Liechtenstein · Litouwen · Luxemburg · Macedonië · Madagaskar · Malawi · Malediven · Maleisië · Mali · Malta · Marshalleilanden · Marokko · Mauritanië · Mauritius · Mexico · Micronesië · Moldavië · Monaco · Mongolië · Montenegro · Mozambique · Myanmar · Namibië · Nauru · Nederland · Nederlandse Antillen · Nepal · Nicaragua · Nieuw-Zeeland · Niger · Nigeria · Noord-Korea · Noorwegen · Oeganda · Oekraïne · Oezbekistan · Oman · Oostenrijk · Oost‑Timor · Pakistan · Palau · Palestina · Panama · Papoea-Nieuw-Guinea · Paraguay · Peru · Polen · Portugal · Puerto Rico · Qatar · Roemenië · Rusland · Rwanda · Saint Kitts en Nevis · Saint Lucia · Saint Vincent en Grenadines · Salomonseilanden · Samoa · San Marino · Sao Tomé en Principe · Saoedi-Arabië · Senegal · Servië · Seychellen · Sierra Leone · Singapore · Slovenië · Slowakije · Soedan · Somalië · Spanje · Sri Lanka · Suriname · Swaziland · Syrië · Tadzjikistan · Tanzania · Thailand · Togo · Tonga · Trinidad en Tobago · Tsjaad · Tsjechië · Tunesië · Turkije · Turkmenistan · Tuvalu · Uruguay · Vanuatu · Venezuela · Verenigde Arabische Emiraten · Verenigde Staten · Vietnam · Wit-Rusland · Zambia · Zimbabwe · Zuid-Afrika · Zuid-Korea · Zweden · Zwitserland